# ESMTP
ESMTP (Extended Simple Mail Transfer Protocol) je rozšířením protokolu SMTP. Zavádí nové příkazy a rozšiřuje práci s protokolem SMTP. Poprvé byl definován roku 1995 v RFC 1869. Stal se součástí RFC 2821, která nahradila RFC 821.

## Příkaz EHLO
Oproti standardnímu SMTP spojení začínajícímu příkazem HELO začíná ESMTP spojení příkazem EHLO. Server následně odpoví v případě úspěšného navázání spojení kódem 250 a seznamem povolených příkazů. V případě selhání se použije kód 550. V případě problémů se použije některý ze standardních chybových kódů (500, 501, 502, 504 a 421), přičemž kód 500 použije starší server používající pouze protokol SMTP. Tím je umožněno doručování pošty i na ne-ESMTP servery.

## Některé další příkazy
- 8BITMIME – umožňuje posílat zprávy v 8bitovém kódování, na rozdíl od SMTP, které používá 7 bitů
- SMTP-AUTH – umožňuje posílat zprávy až po předchozím přihlášení uživatele
- PIPELINING – umožňuje serveru posílat více příkazů během jednoho spojení
- SIZE – přijímající server takto sděluje, jak velkou zprávu maximálně akceptuje; odesílající server takto sděluje, jak velká je doručovaná zpráva
- STARTTLS – umožňuje šifrované spojení pomocí TLS

## Příklad ESMTP spojení
```
S: <čeká na spojení na portu 25>
C: <navazuje spojení se serverem>
S: 220 dbc.mtview.ca.us SMTP service ready
C: EHLO ymir.claremont.edu
S: 250-dbc.mtview.ca.us says hello
S: 250-EXPN
S: 250-HELP
S: 250-8BITMIME
S: 250-XONE
S: 250 XVRB
…
```

Poznámka: S je server, C je klient.

## SMTPUTF8
Rozšíření SMTPUTF8, popsané v RFC 6531, umožňuje a definuje práci s adresami a hlavičkami obsahujícími znaky mimo US-ASCII kódování. Setkat se tak lze např. s adresami květoslav.zčeřený@example.com, δοκιμή@παράδειγμα.δοκιμή či 测试@测试.测试. Toto rozšíření podporuje např. Postfix od verze 3. Od 5. srpna 2014 zavedl podporu Gmail.